# Furie Femminili
Le Furie Femminili (Female Furies) sono un gruppo di personaggi dei fumetti creato da Jack Kirby pubblicati dalla DC Comics. Esordì nel gennaio 1972 nel n. 6 della serie a fumetti Mister Miracle (vol. 1).

## Caratterizzazione dei personaggi
Le Furie Femminili sono Lashina, Stompa, Bernadeth e Mad Harriet, guerriere addestrate e guidate da Granny Goodness, fanaticamente leali a Darkseid. Tuttavia la lotta interna fra loro è comune, solitamente per scegliere la leader del gruppo.
Big Barda ne fu un membro - addestrata per la leadership - finché non scappò sulla Terra con Mister Miracle. Altri ex membri includono Knockout, Seera (abbandonò Granny Goodness per aiutare Al Bizarro), la madre di Twilight, e Supergirl. Ci sono anche Furie maschili, anche se sono di rango inferiore a quelle femminili.
La maggior parte delle Furie sono Nuovi Dei, ma Granny Goodness è nota per accettare femmine di altre razze. Una donna di nome Alianna Hubbard fu l'unica umana ad essere addestrata come una Furia Femminile; le fu ordinato di uccidere Mister Miracle. Secondo Mister Miracle, la forza fisica di Alianna era uguale a quella di sua moglie Barda, e i suoi riflessi e velocità erano super umani.
Durante la loro prima comparsa, Lashina, Stompa, Bernadeth e Mad Harriet tentarono di riportare Big Barda su Apokolips, dopo che scappò con Mister Miracle. Però Barda fu in grado di convincere le sue ex compagne di squadra ad aiutarla, e le quattro Furie rimasero sulla Terra per qualche tempo. Alla fine fecero ritorno su Apokolips in circostanze ignote, e furono punite da Granny Goodness per il loro tradimento.
Darkseid utilizzò le Furie in numerose occasioni, come quando irruppero in una prigione per salvare Glorioso Godfrey, e si batterono con numerosi supereroi, inclusi Superman, Wonder Woman, Superboy e la Squadra Suicida. Una seconda versione delle Furie Femminili, inclusero i membri di lunga data Ghigliottina, Malice Vundabar, e Speed Queen comparve successivamente a infastidire Falco e Colomba. Le Furie comparvero come antagoniste nell'acclamato evento Seven Soldiers di Grant Morrison, più in particolare nella miniserie Seven Soldiers: Mister Miracle. Qui, viene loro fornito un aspetto umano, così come a Darkseid e a suoi altri scagnozzi: le Furie dovettero fingere di essere prostitute, mentre Granny Goodness fungeva da pappone. Tentarono di sedurre Shilo Norman, il secondo Mr. Miracle quando arrivò al Dark Side Club in cerca di Darkseid. Misero Shilo fuori gioco, e lo sbatterono nel bagagliaio di un'auto legato e imbavagliato, torturandolo e dandogli fuoco nella foresta. Si rivelò poi che era un'illusione portata dalla Sanzione Omega di Darkseid.
Le Furie aiutarono Granny Goodness nel suo piano per rovesciare gli Dei Greci, rapendo la Dr.ssa Helena Sandsmark al fine di inimicarsi sua figlia Wonder Girl durante gli eventi della sua miniserie. Dopo le morti di Mr. Miracle e di Metron durante la Morte dei Nuovi Dei, la Fonte affermò che Darkseid fu l'unico Nuovo Dio rimanente. Le sole Furie che non furono effettivamente uccise furono Lashina, Stompa, Ghigliottina, Malice, Wunda e Artemiz; anche se alla fine di Morte dei Nuovi Dei fu ribadito che tutti i Nuovi Dei erano morti. Mentre i Nuovi Dei erano stati uccisi, Granny Goodness organizzò una guerra Amazzone-Americana per fare in modo che la Regina Ippolita addestrasse (come Harley Quinn e Holly Robinson) sotto gli auspici che passassero da guerriere Amazzoni a nuove Furie Femminili. Questo sembrò entrare direttamente in conflitto con Terror Titans, dove Lashina (nella sua forma umana), è una delle criminali che gestisce il Dark Side Club insieme al Re degli Orologi. La si vide alla fine venire folgorata da Static, che probabilmente la consegnò alla polizia insieme al resto dei giocatori del piano superiore del Club.
Dopo la fine del Quarto Mondo, nella crisi finale dell'umanità, la corrotta Mary Marvel rilasciò l'Equazione dell'Anti-vita e creò nuove Furie Femminili dalle eroine e criminali della Terra, incluse Wonder Woman, Catwoman, Giganta e Batwoman.

## Membri
Le Furie Femminili inclusero sia native di Apokolips che terrestri sotto lavaggio del cervello. Le native inclusero:
- Artemiz - un'arciera con frecce a riconoscimento biologico e un gruppo di ciber-segugi. Da non confondere con l'Amazzone Artemide, che assunse l'identità di Wonder Woman per un breve periodo.
- Bernadeth - sorella di Desaad, armata di un coltello in fiamme. Si scontra spesso con Lashina per il ruolo di leader.
- Bloody Mary - un personaggio simile a un vampiro con raggi ottici che prosciugano energia. Deceduta.
- Ghigliottina - una giovane Furia che può tagliare le cose con colpi di karate, abbandonò le Furie per lavorare nel Progetto Cadmus, anche se poi ritornò.
- Knockout - una nemica di Superboy che, come Barda, fuggì dalle Furie. Possiede super forza e che vede le battaglie vita-o-morte come dei flirt.
- Lashina - il comandante in campo delle Furie. È armata di una banda d'acciaio flessibile che può controllare telecineticamente. In un'occasione, durante la missione delle Furie di rintracciare Glorioso Godfrey per Darkseid, Lashina fu tradita dalla sua compagna di squadra Bernadeth e fu lasciata sulla Terra. Durante questo esilio, si unì alla Suicide Squad sotto il nome di "Duchessa", e guidò la Squad in una missione su Apokolips, dove uccise Bernadeth. Darkseid riportò Bernadeth in vita e uccise Lashina, per poi riportare in vita anche lei.
- Mad Harriet - una matta schiamazzante con artigli affilati come rasoi. Deceduta.
- Malice Vundabar - nipote di Virman Vundabar. Apparentemente più giovane di Ghigliottina, somiglia molto al personaggio di Alice de "Alice nel Paese delle Meraviglie" e controlla una selvaggia bocca senza corpo chiamato Chessure (vedi Stregatto).
- Speed Queen - come suggerisce il suo nome, Speed Queen possiede la super velocità. Fu uccisa dall'entità che bersagliava i Nuovi Dei dopo aver scoperto Grayven.
- Stompa - una Furia Femminile che crea terremoti pesando i piedi, e che possiede super forza. Si presume che sia morta dopo un incontro con Wonder Woman e Big Barda, ma ritornò.
- Madre di Twilight - nome sconosciuto, fuggì dalle Furie secoli fa, e lasciò sua figlia a crescere sulla Terra, dove alla fine divenne un personaggio di supporto/nemica di Supergirl.
- Wunda - la Furia più recente. È una donna con poteri a base di luce.

I personaggi seguenti sono noti per aver subito il lavaggio del cervello ed essere diventate membri:
- Alianna Hubbard - la prima umana ad essere addestrata come Furia Femminile. Debuttò in Mister Miracle n. 25 (settembre 1978).
- Batwoman - Kate Kane fu una delle eroine sotto controllo mentale che servirono Darkseid in Crisi Finale. Il suo aspetto somigliava alla defunta Mad Harriet.
- Catwoman - Selina Kyle, una delle tante criminali che servirono Darkseid in Crisi Finale. Il suo aspetto somigliava alla defunta Lashina.
- Giganta - ora rinominata Gigantrix, servì Darkseid durante Crisi Finale, in un'uniforme che somigliava a quella della defunta Stompa, e ricordava il passato di Giganta come scimmia. La sua intelligenza fu limitata dal lavaggio del cervello.
- Wonder Woman - rinominata Wondra, fu soggiogata dall'Equazione dell'Anti-vita e dal virus Morticoccus in Crisi Finale n. 3. Divenne la nuova leader delle Furie nella loro missione di cacciare supereroi e supercriminali che fuggirono alle grinfie di Darkseid e indossò una maschera ricordante una scimmia con mento a punta.
- Kara Zor-El - Supergirl fu mentalmente controllata da Darkseid.

## Altre versioni

### Flashpoint
Nella realtà di Flashpoint, le Furie furono assemblate da Wonder Woman che chiese ad Arrowette, Cheetah, Cheshire, Giganta, Hawkgirl, Cacciatrice, Katana, Lady Vic, Silver Swan, Starfire, Terra e Vixen di unirsi a lei.

## Altri media

### Cinema

#### Lungometraggi d'animazione
- Le Furie Femminili comparvero nel film animato Superman/Batman: Apocalypse. Le Furie che comparvero nel film inclusero Ghigliottina, Mad Harriet, Lashina, Stompa e Granny Goodness. Comparve anche Barda, ma era già fuggita da Darkseid. C'era anche una donna di nome "Treasure" che comparve per qualche istante; Nonnina la addestrò come rimpiazzo di Big Barda, ma fu velocemente uccisa dalle Furie durante un test. Darkseid passò parte del film cercando di reclutare Supergirl nella sua armata, ma si rivelò futile.

### Televisione
- Superman: Bernadeth, Laschina, Stompa e Mad Harriet (queste ultime tre rinominata nell'edizione italiana rispettivamente Frusta, Stivale e Artiglio D'Acciaio) mentre altri membri comparvero saltuariamente, comparvero nella serie nell'episodio in due parti "Supergirl", dove la ragazza d'acciaio, nel tentativo di farsi vedere da suo cugino Superman sfidando l'Intergang insieme a Jimmy Olsen, involontariamente inciampa nella connessione della sadica torturatrice Granny Goodness con Apokolips. Dopo aver sconfitto l'Intergang, Kara suscitò una tale rabbia in Granny Goodness che questa chiamò le sue Furie perché la eliminassero. Nella parte due, le Furie sconfissero sia Supergirl che Superman, che cercò di salvarla. Comparvero anche nell'ultimo episodio in due parti della serie Attacco alla Terra dove Lashina ebbe una relazione con Superman quando questo era sotto l'influenza del perfido Darkseid. Da notare che quando Superman tornò su Apokolips per vendicarsi di Darkseid e Granny Goodness, chiese a Lashina di farsi da parte. Le Furie Femminili scelsero di battersi con lui, ma Superman le sconfisse gettandole in un pozzo fiammeggiante.
- Justice League Unlimited: Le Furie comparvero nella lotta di Granny Goodness contro Virman Vundabar e i suoi tenenti Kanto e Mantis. Poco dopo, un Darkseid resuscitato (dopo la sua morte avvenuta alla fine dell'episodio "Crepuscolo" in Justice League) ritornò e mise fine alla guerra.
- Batman: The Brave and the Bold: Stompa e Lashina comparvero nell'episodio Scontro nell'arena come combattenti sul Pianeta della Guerra, sotto il comando di Mongal e le sue "Furie".
- Smallville: comparvero nell'episodio Abbandonata della stagione finale della serie televisiva, dove le Furie probabilmente guidate dal comandante ufficiale Harriet, che risponde a Granny Goodness (membro della Empia Trinità degli Scagnozzi-Profeti di Darkseid). gli altri due erano Desaad e Gordon Godfrey. Granny Goodness creò le Furie Femminili da giovani ragazze che giunsero nel suo orfanotrofio e subirono il lavaggio del cervello e trasformate in guerriere che Granny Goodness avrebbe utilizzato per la guerra imminente di Luce e Oscurità. In questo episodio, Granny Goodness menzionò a Tess Mercer, quando andò al suo orfanotrofio, che quelle ragazze erano anime abbandonate prima che le adottasse lei e che era sicura che non le avrebbe mai abbandonate. Quando Clark investigò sull'orfanotrofio trovò numerose donne che combattevano e mentre si avvicinava cominciò ad indebolirsi, scoprendo che forgiavano armi di kryptonite. Le donne riuscirono a battere Clark e lo legarono vicino a una fornace per la lavorazione della kryptonite. Quando Clark disse loro che era li per salvarle, Harriet gli rispose che nessuna di loro doveva essere salvata, men che meno da lui. Clark cercò di convincere Harriet a lasciare che lei e le sue sorelle fuggissero e trovassero una vera casa, ma Harriet disse che Nonnina le amava più delle altre persone, così da costringere Clark a rivelarle che Nonnina le stava controllando e costringendo a lasciare indietro i propri ricordi, qualcosa che nessuno che potesse amarle avrebbe mai fatto. Harriet rispose che Granny Goodness era la loro famiglia, che Clark non la conosceva come loro e che lei avrebbe preparato le Furie e le avrebbe rese forti. Quindi giunse Granny Goodness che chiese a Harriet e alle Furie di smettere di torturarlo e comandò a Harriet di portare fuori le sue sorelle. Dopo che Clark si rifiutò di farsi togliere ogni singolo ricordo congelando una catena di kryptonite sopra una fornace di roccia verde meteoritica, Clark utilizzò la sua super velocità per salvare Tess da Harriet e un'altra Furia. Clark e Tess sconfissero Harriet e le Furie fuggirono dall'orfanotrofio di Nonnina.
- Super Hero High: special televisivo.